# Agrotera ignepicta
Agrotera ignepicta là một loài bướm đêm trong họ Crambidae.